# Ернесту Гейзел
Ерне́сту Бе́кман Ге́йзел (порт. Ernesto Beckmann Geisel; 3 серпня 1907 — 12 вересня 1996) — бразильський державний та військовий діяч, президент країни у 1974–1979 роках.

## Батьки
Батько Ернесту, Гільєрмі Августу Гейзел, уроджений Вільгельм Август Гейзел, був німецьким іммігрантом, який переїхав до Бразилії з Херборна 1883 року. Мати, Лідія Бекман, також мала німецьке коріння: її батьки приїхали до Бразилії з Оснабрюка.

## На посту президента

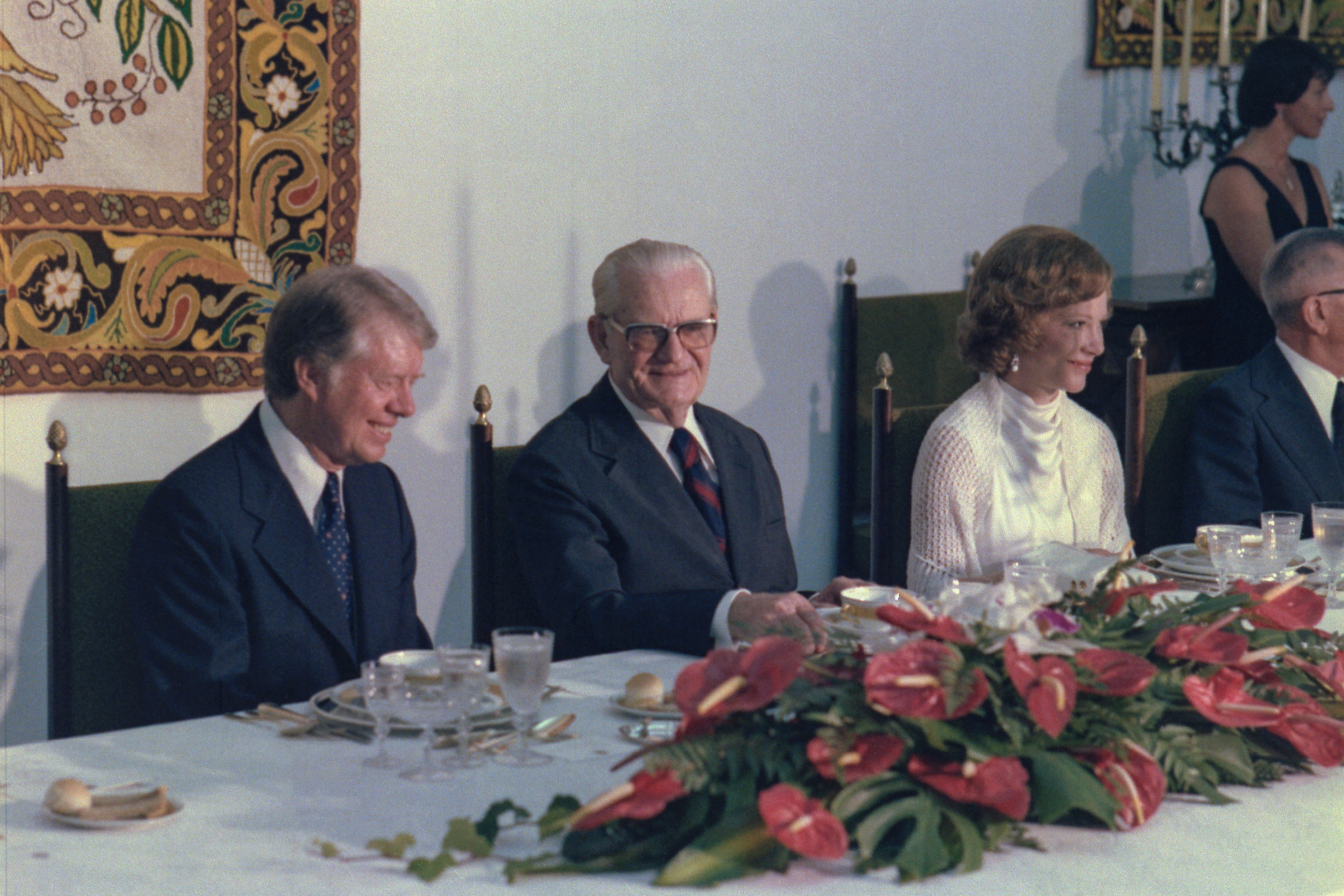
Гейзел з президентом США Джиммі Картером та першою леді Розалін Картер, 1978

Ернесту Гейзел був висунутий кандидатом у президенти 1973 року від партії ARENA. На той час президент Бразилії обирався військовиками й потім затверджувався Конгресом, щоб створити уявлення про вільні вибори. Гейзел був обраний переважною більшістю голосів та вступив на посаду 15 березня 1974 року.
За часів правління Гейзела в Бразилії почався процес лібералізації режиму, під час якого посилився тиск з боку народу, який вимагав повернення демократії.
1978 року Гейзел призначив своїм наступником Жуана Фігуейреду та 15 березня 1979 пішов у відставку.